# Xã War Eagle, Quận Madison, Arkansas
Xã War Eagle (tiếng Anh: War Eagle Township) là một xã thuộc quận Madison, tiểu bang Arkansas, Hoa Kỳ. Năm 2010, dân số của xã này là 4.037 người.